# Adrapsa mediana
Adrapsa mediana är en fjärilsart som beskrevs av Alfred Ernest Wileman 1915. Adrapsa mediana ingår i släktet Adrapsa och familjen nattflyn. Inga underarter finns listade i Catalogue of Life.